# 英国铁路
英国铁路（英語：British Railways），是1948年至1997年间英国铁路运输的主要业者。它起始由四大英国铁路公司的国有化而形成，最終在1994年-1997年的渐次私有化中消失。英国铁路最初是英国政府运输委员会下屬铁路行政部門的商號，后来于1962年演变为独立的国有企业并被命名爲英国铁路委員會。
在国有化阶段，英国的全国铁路网络迎来了一场彻底的变革。内燃化进程于1968年终结了使用蒸汽机车的历史，趋向于使用柴油（内燃机）和电力。旅客取代了货运成为了业务的主要来源；而三分之一的路网在1960年代的"比欽大斧"中被关闭。
英国铁路的“双箭头”标志由两个互相联结的反向箭头组成，象征双线铁路上的两个行车方向，有时也被称为“犹豫不决的箭头”（"the arrow of indecision"）。现在它被用作英国的街头路牌标志，表示铁路车站；同时它作为列车运营商协会联合管理的英國全國鐵路（National Rail）品牌的一部分，仍然印在火车票上。

## 历史

### 1947年的国有化
英国的轨道运输系统在19世纪发展起来。根据1921年铁路法案，1923年进行的合并产生了四大铁路公司，每一家都拥有各自的管辖区域：大西部铁路 (GWR)、伦敦和中部地区及苏格兰铁路 (LMS)、伦敦和东北铁路 (LNER)以及南部铁路 (SR)。第一次世界大战时期直至1921年，铁路处于国家控制之下。完全的国有化被提上议程，1921铁路法案 有时也被认为是相应的前导和基础，但这一提议被驳回了；国有化最后在第二次世界大战后进行，依据的是1947年运输法案——作为克莱门特·艾德礼领导的工党政府公共服务国有化政策的一部分，这一法案为铁路网的国有化制定了相应规定条款。 1948年元旦当英国运输委员会 （BTC）下属的铁路管理局取得了四大铁路公司的资产后，英国铁路作为其商业品牌出现。
四大公司同时也有一些联合铁路线和一些轻型铁路需要处理。（见英国铁路线划分表） 牛津铁矿铁路等产业铁路被排除在国有化之外。 窄轨铁路，例如费斯廷约格铁路，除了三条本身为国有化企业拥有的路线外也被排除。伦敦地铁——自1933年起为公有——也同样被国有化，成为英国运输委员会下属的伦敦交通局比斯特军用铁路则已经由政府运作。 以电力运作的利物浦高架铁路也未进入国有化的行列。
铁路管理局觉察到，后变得稠密的线网中，一些线路无法盈利，从社会层面也难以证明其需要；因此废止的计划几乎在国有化之后立刻开始。尽管如此，英国铁路的总体财政状况依然逐渐恶化，直到1955年首次录得营运亏损。管理局本身在1953年被当时的保守党政府废除，英国铁路的管理权被直接移交给了上级的英国运输委员会。同时英国运输委员会也作出了包括恢复面向私营部门的道路运输等一系列改变。

### 1955年现代化计划
后被称为“现代化计划”的报告于1954年12月发表。这一报告意在将轨道交通系统提升到20世纪水準。 一份1956年的政府白皮书宣称现代化将会帮助英国铁路在1962年摆脱财政赤字。现代化计划的目标是，通过一系列的措施提升铁路的速度、可靠性、安全性以及线路承载力，使其服务对旅客和货运业者更加有吸引力，从而弥补流失到道路上的交通需求所带来的损失。重要的方面包括：
- 首要主线的电气化——于东部地区、肯特郡、伯明翰和苏格兰中部实行；
- 大规模的内燃化（英语：dieselisation）以代替蒸汽机车；
- 新的旅客和货运车辆；
- 轨道和信号系统的更新；
- 战时直至1950年代都被迫减少服务的线路恢复正常；[來源請求]
- 废止全国性铁路网络中不必要的、与其他线路重复的线路。

这项花费12亿英镑的计划于1955年由政府施行。这包括了蒸汽动力的退出和内燃机车（也有一些电力机车）的替代。并非所有的现代化措施对缩减开支都有效。内燃化计划将合约首先授予英国本土供应商，而他们欠缺内燃机车生产的经验；同时因为迅速达成电气化的期望而匆忙委托，导致了相当数目设计粗劣、缺乏标准化的机车。同时集装箱运输正在兴起。编组场建设计划是一个失败——错误地基于对在日趋高效的道路运输面前铁路火车运输的信心，以及缺乏对未来货运的有效规划和真实评估。

### 比欽报告

1965年报告中提议的线路发展“主要干线的发展”（"The Development of the Major Trunk Routes"） （粗线）

1950年代后期，铁路的财政状况持续恶化；于1959年政府介入，限制英国运输委员会 （BTC）不经政府许可的支出。一部提议重组的白皮书在次年发布，同时新架构依据1962运输法案生效。这个架构废除了交通委员会，以数个独立的机构取而代之。这些机构包括了于1963年1月1日接任的英国铁路局。

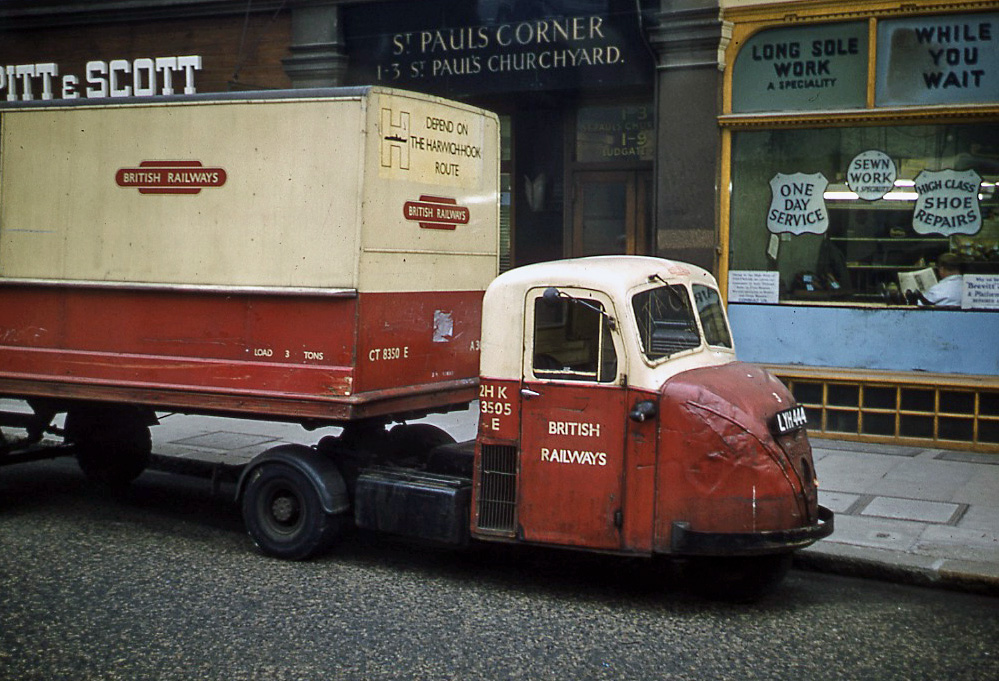
一部Scammell Scarab卡车，使用英国铁路涂装，伦敦，1962。英国铁路介入许多业务领域例如道路货运。

1961年，在政府委任的Stedeford委员会关于铁路财政的半闭门讨论后，委员会的其中一名成员，理查.比欽博士，被委任掌管当时还存在的交通委员会，后成为英国铁路局的首任主席。
1961年4月开展的持续一个星期的交通普查，被用于支持一份关于铁路网络未来前景的报告。这份报告——《英国铁路的重塑》（The Reshaping of British Railways）——于1963年3月由英国铁路局（BRB）出版。当中的提议——后以比欽裁減为人所知——十分引人注目。三分之一的旅客服务，以及7,000个车站中的4,000个将会被关闭。被认为是此份报告大多数内容作者的比欽，展示了一些极端的数字：三分之一的线网只承担了交通总量的1%；总共18,000节旅客车厢中，6,000节据称每年只使用18次或更少；尽管上述资产每年需要花费300万-400万英镑来维护，但它们却只能产生50万英镑的营收。
大部分的废止/关闭计划于1963年至1970年间实行（包括未在报告中列出的部分），同时也有一些提议的废止/关闭计划没有实施。当时这些废止/关闭计划被强烈批评,并持续受到争议。一小部分在比欽计划中被关闭的站点和线路被重新开放，其他进一步的重开也被提上议题。
比欽的第二份报告《主要干线的发展》（"The Development of the Major Trunk Routes"），于1965年发表。这份报告没有如第一份那样提出废止/关闭措施，而是描绘了一个“待发展的铁路网络”（"network for development"）。而铁路网余下部分的命运则未在报告中提及。

### 后比欽时期
1964年，旅客票价的计算基准被改变。以后，某些路线的票价——例如乡村地区路线和假日、通勤服务——将会被设定在较高的水准；此前票价仅仅以旅行距离乘以一定比率得出，当时的水準是二等座3便士/英里和一等座4½便士/英里。(相当于2025年的0.19英镑和0.28英镑。）
旅客客流在1950年代后期到1970年代后期持续下降，但在1970年代末和1980年代初，高速列车城際列車125型之后经历了一次复苏。铁路网络的改进包括了完成大东部铁路（Great Eastern Main Line）伦敦至诺维奇（Norwich）部分（1976-1986年间）以及东海岸干线 伦敦至爱丁堡部分（1985-1990年间）的电气化。在这期间相应线网中主要的线路废止是关闭曼彻斯特和谢菲尔德间1500伏直流电化的Woodhead线（其旅客服务于1970年停止，货运持续到1981年）。
一份进一步的关于英国铁路的报告——由David Serpell领导的委员会所作——于1983年发表。 Serpell报告未作出如Beeching那样的建议，不过也为铁路网列出了数个选项，包括最极端的——少于2000公里的骨干线路系统——方案在内。这份报告并不受欢迎，政府决定搁置它。同时，英国铁路逐步重组，废除了原有的区域基础架构，代之以业务领域划分的部门。这一被称作“部门化”的进程，强化了以客户为导向的理念，却被1994年开始的拆分私有化而打断。
在1982年的部门化中，三个旅客部门成立：InterCity——运营主要的特快列车服务；伦敦和东南（ London & South East，1986年更名为东南路网——运营伦敦区域内的通勤服务； 以及地方铁路（Provincial，1989年更名为区域铁路——负责其余的旅客服务。都市区域（metropolitan county）的本地服务则由旅客运输管理局管理。地方铁路是受补助最多的（以人/公里计），自成立以来，它的支出是营收的四倍。

### 英国铁路公司的私有化
1994-1997年之间，英国铁路公司被私有化。轨道和基础设施的业权于1994年4月1日移交给了铁路轨道公司；接着旅客服务的运营被拆分予独立的私营运营商（最初有25个专营权）；而货运业务则整体出售（设立了六家公司，但其中五家被同一买家购得）。英国铁路余下的债务则转移到英国铁路（资产处置）有限公司。

## 铁路网络
前英国铁路公司的线网，包括西海岸干线、东海岸干线、大西部铁路和中部干线， 自私有化以来大部分维持原状。数条被关闭的线路重开，进一步的重开也在提议中，尤以在铁路旅客服务的控制权从中央政府分离的苏格兰和威尔士。而在英格兰，旅客列车重现在曼斯菲尔德（Mansfield）、科尔比、钱德勒福特还有通往艾尔斯伯里谷大路的重开线路；并且还有相当数量的服务恢复提议，例如牛津-米尔顿/艾尔斯伯里（Oxford-Milton Keynes/Aylesbury）、刘易斯 - 阿克菲尔德（Lewes-Uckfield）、布里斯托尔-波蒂斯黑德（Bristol-Portishead）以及普利茅斯-塔维斯托克（Plymouth-Tavistock）。
在威尔士，2005年威尔士联合政府成功地支持了巴里（Barry）到布里金德（Bridgened）间格拉摩根谷线 旅客服务的重启。2008年埃布韦尔山谷铁路重开了埃布韦尔谷大路 和加迪夫中央车站间的路段，至纽波特（Newport）的服务也将于2011年开始。（巴里到布里金德的线路废止包括在1963年3月的Beeching报告中，其服务于1964年6月按时终止；但埃布韦尔山谷铁路在报告发表前就已经被关闭了。） 
在苏格兰，苏格兰地方政府恢复了哈密尔顿（Hamilton）至拉克霍尔（Larkhall）、斯特灵（Stirling）至阿洛厄（Alloa）和艾尔德里（Airdrie）至巴斯盖特（ Bathgate）之间的路线。最大的线路恢复项目则是前 威弗利铁路爱丁堡至苏格兰边界路段。

## 保存铁路线
保存铁路线，或称遗产铁路，已经恢复了一些先前被英国铁路公司关闭的路线。此范围囊括了从具有如画美景的乡村支线如 基斯利和沃斯山谷铁路，到干线如大中部铁路。当中许多线路与全国性铁路网络有连接，既有车站换乘——例如基德明斯特车站和基德明斯特之间的塞文谷铁路，也有实际接轨如奥尔顿的西洋菜线。
尽管大多数保存铁路线都是仅仅以供休闲娱乐为目的运作，然部分亦提供教育资源，有些被国有化所放弃的线路更期望能够重新投入商业服务。

## 船舶
自其成立于1948年起，英国铁路公司也在不同的路线上运营船舶。许多船舶是在国有化进程中被征购的，其他则是被为用于英国铁路（稍后是它的子公司Sealink）运营而建造。可载运铁路车辆的船舶在英国铁路的综合运行管理系统（Total Operations Processing System）中被归类为99型（Class 99）。

## 承继公司

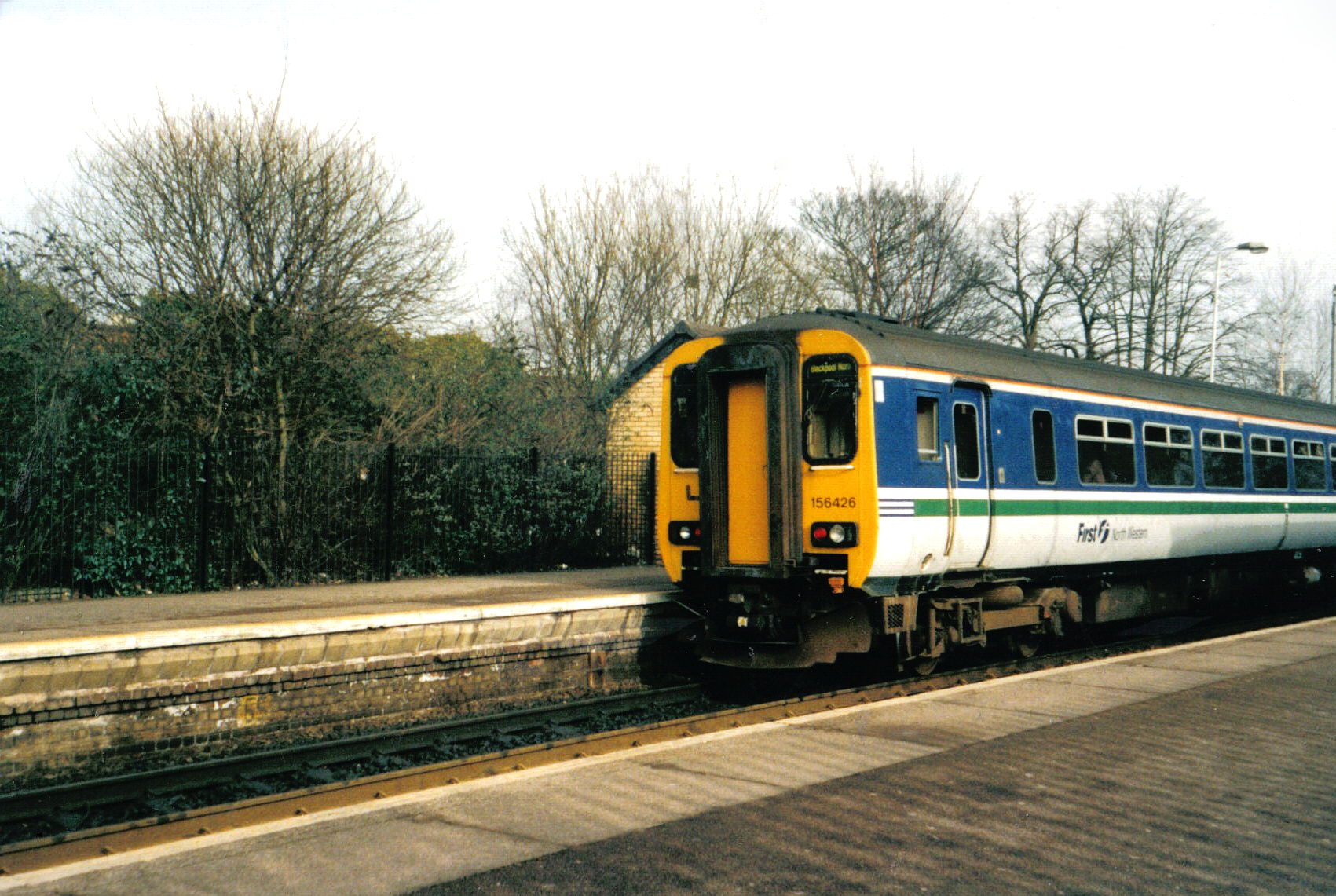
在曼彻斯特附近罗米利枢纽站（Romiley Junction station）的一列第一西北公司156型（Class 156）列车，2001年。 列车使用之前区域铁路（Regional Railways）的涂装。

在英国铁路的私有化进程中，其业务被拆分成超过100家公司。铁路系统基础设施的业权和运作被铁路轨道公司取得。通讯基础设施和英国铁路通讯被售予Racal，后又被Global Crossing购得，成为泰勒斯集团之一部分。车辆被转让给三家私有车辆运营公司。旅客服务则分为25家运营商， 成为之后数年之内特许经营权的基础；与此同时货运业务被整体售出。数十家更小的工程维护公司亦成立并被出售。
英国铁路公司的旅客服务在苏格兰铁路的特许经营权售出后终止；最后一班由其运作的列车是1997年秋天铁路货运配送的货运列车。英国铁路局继续作为法人团体存在，直到2001年初被铁路策略管理局为止。
自私有化始，英国铁路行业的架构因特许经营权的转租和其覆盖区域的调整，历经多次变化。接任铁路旅客服务，特许经营的公司包括：
- 中部干线（英语：Midland Main Line）—2007年由東中部列車（East Midlands Trains）取代；
- 大東北铁路（英语：Great North Eastern Railway）2007年由東海岸全國特快（National Express East Coast）取代——该公司后再次被政府控制的东海岸（英语：East Coast (train operating company)）运营商购回而成为公营机构；
- 维珍铁路（Virgin Trains） (西海岸)；
- 维珍纵贯（英语：Virgin CrossCountry）—2007年由英國縱貫鐵路（CrossCountry）取代；
- 苏格兰铁路 由国家特快运作——2004年由第一蘇格蘭鐵路（First ScotRail）（现以ScotRail—Scotland's Railway作品牌）；
- 大西部铁路——1998年起称为第一大西部（First Great Western）
- 威尔士和西部（英语：Wales and West）——2001年在特许经营权分拆后变为韦塞克斯铁路（英语：Wessex Trains）和威尔士和边境（Wales and Borders）（包括以山谷线路（Valley Lines）之名由加迪夫铁路公司（Cardiff Railway Company）运营的服务），现交由第一大西部（First Great Western）和Arriva威爾士鐵路（Arriva Trains Wales）运作；
- Arriva北方铁路（英语：Arriva Trains Northern）原先为北方精神（英语：Northern Spirit），2004年被第一奔宁特快（First TransPennine Express）和北方铁路（Northern Rail）取代；
- 第一西北（英语：First North Western）原为西北铁路2004年被第一奔寧特快（First TransPennine Express）和北方铁路（Northern Rail）取代；
- 盎格利亚铁路（英语：Anglia Railways）、大西部（后来的第一西北（英语：First North Western）和西盎格利亚和大北方（英语：West Anglia Great Northern）的西英格兰部分全部合并为一家，稍后命名为东盎格利亚全国特快（National Express East Anglia），2012年由Abellio（英语：Abellio (transport company)）公司的大盎格利亚（Greater Anglia）替代；
- 泰晤士联线和西盎格利亚和大北方（英语：West Anglia Great Northern）的大北方部分，作为泰晤士-大北方特许经营商的一部分组成了第一首都连接 ；
- LTS（英语：LTS Rail）后更名为c2c（英语：c2c）；
- 东南连通（英语：Connex South Eastern）先后变为东南铁路和東南（Southeastern）；
- 中南连通（英语：Connex South Central）变为中南（South Central），后再更名为南方（Southern）；
- 默西塞德电气铁路（英语：Merseyrail Electrics）由Arriva默西塞德（英语：Arriva Trains Merseyside）代替，现为默西塞德铁路（Merseyrail）；
- 西南铁路（South West Trains）；
- 中央铁路——2007年分为伦敦和中部、英國縱貫鐵路（CrossCountry）和东中部铁路（East Midlands Trains）；
- 伦敦地铁取得了滑铁卢及城市线（Waterloo & City line）；
- 银连铁路——2007分割为伦敦地上铁（London Overground)和伦敦和中部。